# Elisabeth Dirks

Einleitung und erste Strophe des Ausbund-Liedes Nr. 13, das das Martyrium Elisabeth Dirks’ beschreibt

Elisabeth Dirks (* unbekannt; † 27. Mai 1549 in Leeuwarden; im Todesurteil wurde sie Lysbeth Dircxdochter genannt) war eine mennonitische Märtyrerin. Die Friesin wurde wegen ihres Glaubens verhaftet, einem Verhör unter schwerer Folter unterzogen und anschließend durch Ertränken in Leeuwarden hingerichtet. Damit war sie eine von 18 Mennoniten, die von 1531 bis 1574 in der Provinz Friesland geköpft, erwürgt, ertränkt und verbrannt wurden, weil sie ihren Glauben auch unter Folter nicht widerrufen wollten. Ihr Leben und Leiden fand starken Widerhall in der mennonitischen Geschichte. Das 13. Lied Eine schöne Historie von einer Jungfrau im Ausbund, dem ältesten Gesangbuch der Täuferbewegung, erzählt in 38 Strophen von ihr.

## Leben
Geburtstag und -jahr von Elisabeth Dirks sind unbekannt. Auch über ihre Kindheit ist wenig überliefert. Sie entstammte vermutlich einer wohlhabenden Familie aus dem ostfriesischen Groothusen. Bei ihrem Verhör weigerte sie sich 1549 auch, die Namen ihrer Eltern anzugeben.
Als junges Mädchen wurde sie in das Kloster Thedinga bei Leer aufgenommen. Dort erlernte sie die lateinische Sprache. Schon früh soll sie an den Lehren der römisch-katholischen Kirche gezweifelt haben. Als sie zwölf Jahre alt war, hörte sie, dass ein Mann als Ketzer verbrannt worden sei, weil er die Sakramente der Kirche nicht anerkennen wollte. Daraufhin studierte sie eifrig die Bibel und zweifelte immer stärker an der katholischen Lehre. In der Folgezeit führten ihre eigenen Bibelstudien immer wieder zu Konflikten mit ihren Ordensschwestern. Später wurde sie wegen des Verdachts der Ketzerei für ein Jahr inhaftiert. Auf Bitten der Nonnen ließ die Priorin sie frei. Elisabeth blieb aber unter ständiger Aufsicht. Schließlich gelang es ihr, als Milchmädchen verkleidet aus dem Kloster zu fliehen.
Zunächst kam sie bei einer mennonitischen Familie im nahen Leer unter, wo sie auch die Gläubigentaufe empfing. Später ging sie nach Leeuwarden. Sie wohnte bei einer Frau namens Hadewijk, deren Mann untergetaucht war, nachdem sein Freund, der Emder Schneider Sikke Freriks, 1531 in Leeuwarden hingerichtete worden war.
Elisabeth Dirks und Hadewijk schlossen sich in Leeuwarden Menno Simons an. Elisabeth arbeitete bald darauf so eng mit Simons zusammen, dass man sie für dessen Frau hielt. Sie soll die erste Frau gewesen sein, die in einer mennonitischen Gemeinde gelehrt hat. Hadewijk und Dirks wurden von den katholischen Behörden als Ketzerinnen festgenommen. Hadewijk gelang es auf wundersame Weise zu entkommen. Elisabeth aber wurde nach Verhaftung am 15. Januar 1549 für mehrere Wochen verhört und dabei schwersten Folterungen unterzogen. Diese Anhörung hielt Thieleman Janszoon van Braght in seinem 1660 erstmals in niederländischer Sprache erschienenen Märtyrerspiegel protokollarisch fest. Dieses Protokoll ist später mehrfach zitiert worden und findet sich auch in Antje Brons’ Hauptwerk Entwickelung und Schicksale der Taufgesinnten oder Mennoniten in kurzen Zügen übersichtlich dargestellt.
Immer wieder wurde sie gedrängt, die Namen der Menschen zu nennen, die sie über den christlichen Glauben belehrt hatte. Elisabeth blieb jedoch standhaft, nutzte die Verhöre, um die Grundprinzipien ihres Glaubens zu erläutern, und verriet keinen ihrer Glaubensgenossen. Als sie nicht von ihrem Bekenntnis lassen wollte, wurde sie zum Tode verurteilt, an Händen und Füßen gefesselt in einen Sack gebunden und am 27. März 1549 ertränkt.

## Werke
- Elisabeth Dirks soll ein Lied komponiert haben, das in das  Sommige Stichtelycke Liedekens (Hoorn, 1618) aufgenommen wurde. Es wurde bis dato aber nicht identifiziert.[8]